# Musique mizrahi

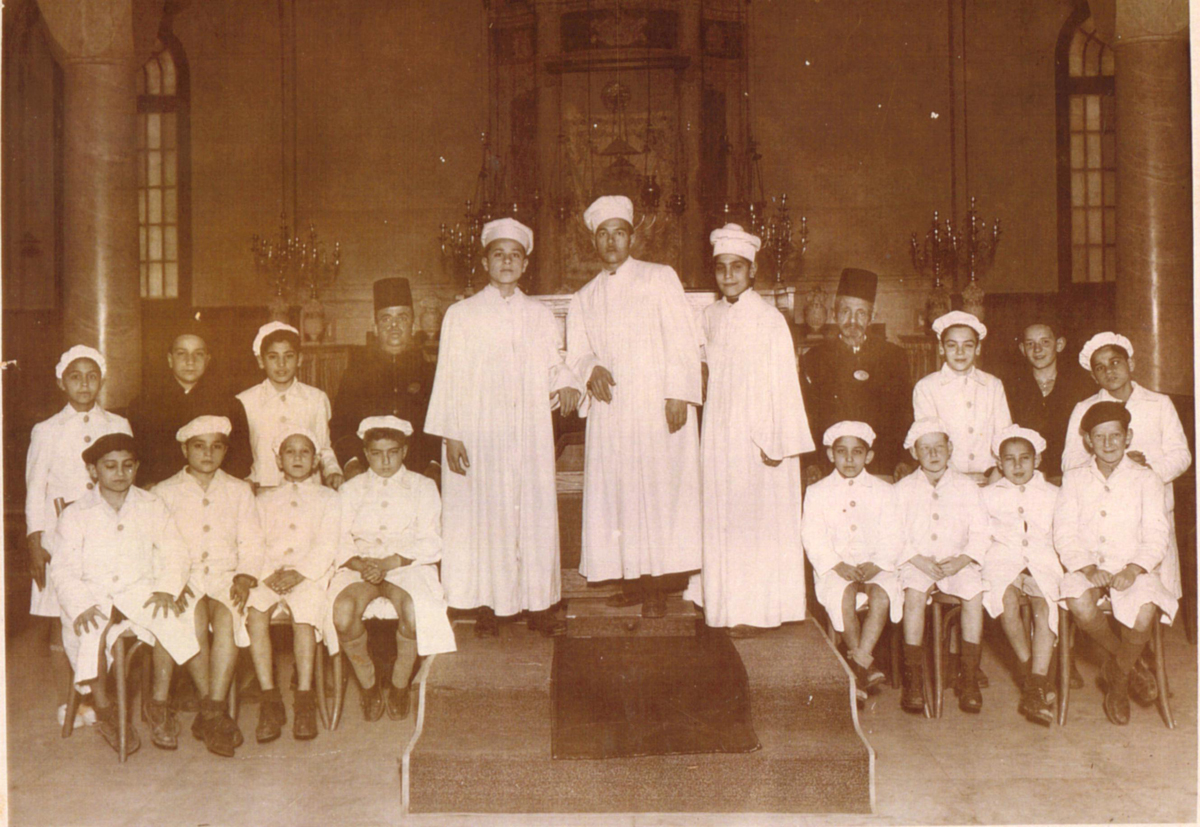
Des juifs égyptiens d'Alexandrie faisant les choeur dans la synagogue de Samuel Menashe du rabbin Moshe Cohen à Alexandrie.

La musique mizrahi ( hébreu : מוזיקה מזרחית muzika mizrahit , "musique orientale"), ou mizrachi, fait référence à un genre musical en Israël qui combine des éléments d'Europe, d'Afrique du Nord et du monde arabe, et est principalement interprété par des Israéliens d'origine mizrahi. Il est généralement chanté en hébreu, en hébreu littéraire ou en arabe dialectal.

## Émergence de la musique Mizrahi

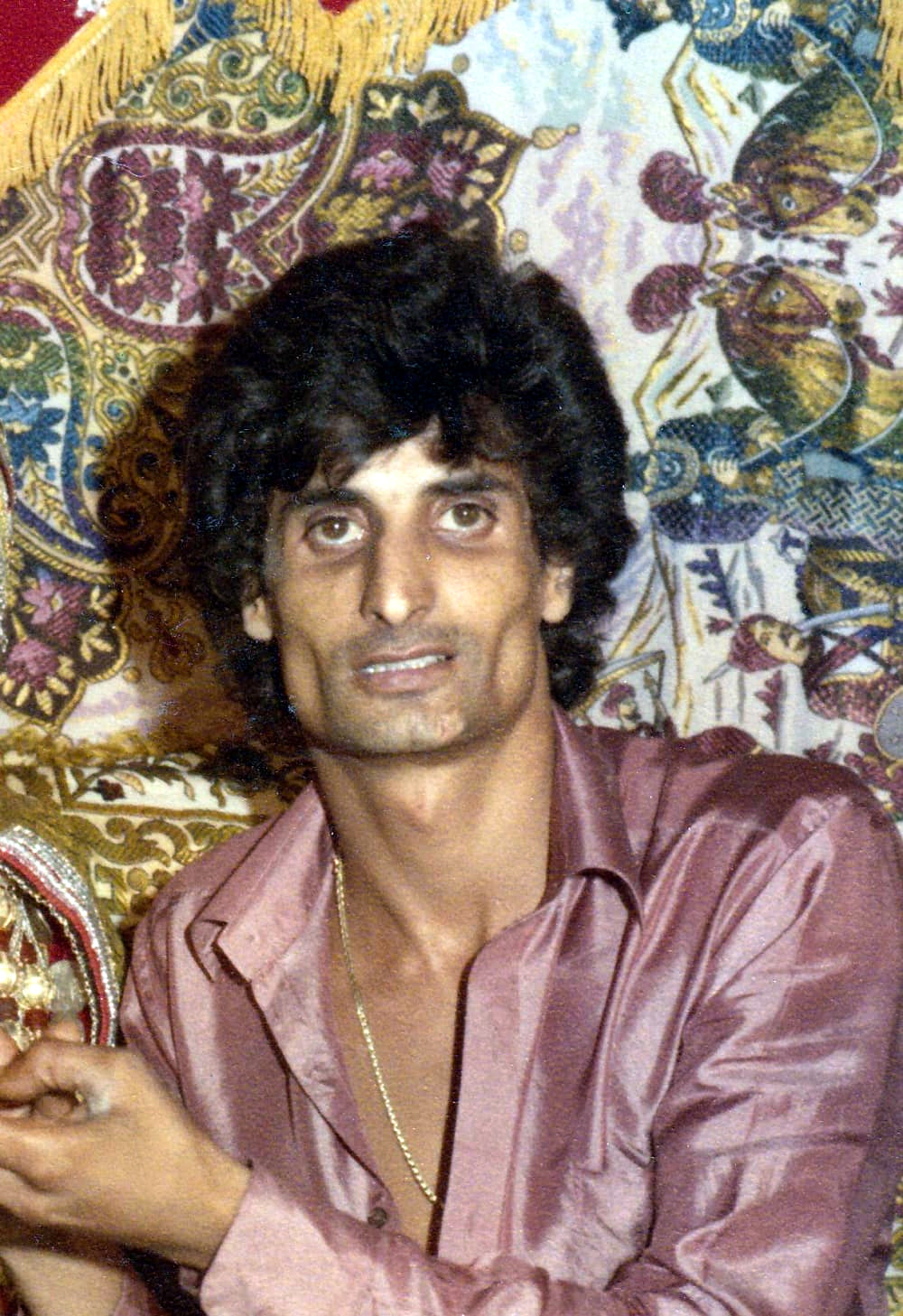
Zohar Argov

### Contexte
Durant la deuxième moitié du 20e siècle, les juifs israéliens qui émigrent des pays arabes créent un style musical unique qui combine des éléments de la musique arabe, turque et grecque. Il diffère du "New Hebrew Style" par sa spontanéité 
Après la Seconde Guerre mondiale, de nombreuses familles juives font leur aliya dans le nouvel État d'Israël, fondé en 1948 . Dans les années 1950, le mouvement Muzika Mizrahit naît avec des artistes locaux dans des quartiers à forte concentration de Juifs des pays arabes qui jouaient lors de mariages et d'autres événements. Ils interprètent des chansons en hébreu, mais dans un style arabe, sur des instruments arabes traditionnels - l'oud, le kanun et la darbouka. Dans les années 1960, la guitare (électrique et acoustique) est utilisée. Dans les années 1980, le synthétiseur et les instruments électroniques sont intégrés à ce style musical.Le chant, qui compte des trilles, est souvent nasal ou guttural. Cependant, l'intonation est occidentale; les gammes de quart de ton de la musique arabe ne sont pas utilisées.
Les premières paroles de musique mizrahi proviennent de la littérature hébraïque classique, y compris des poèmes hébreux médiévaux. Des paroles originales et poèmes israéliens sont intégrés par la suite : un exemple en est  la chanson "Hanale Hitbalbela" (Hannale était confuse), dont le texte est écrit par le parolier et poète moderne Natan Alterman. Elle est chantée par Yizhar Cohen, sur un air traditionnel. D'autres chansons sont des traductions, de l'arabe vers l'hébreu, de musique de l'enfance des chanteurs. Elles sont remixées et leur tempo, accéléré.

### Depuis les années 1970
Zohar Argov et Avihu Medina (en) sont deux des premiers musiciens populaires de Mizrahi. Argov grandit en chantant dans sa synagogue avec un mélisme moyen-oriental. Son plus grand succès Mizrahi était Haperah BeGani ( פרח בגני ) ("Fleur dans mon jardin") . Après son suicide, il devient en Israël une figure politique et exemplaire (considéré comme un individu trompé par la société). Une pièce de théâtre, ha-Melekh, raconte sa vie, dépeignant son addiction pour la drogue et ses problèmes avec la loi ; sa popularité est forte 
Avihu Medina est chanteur et compositeur. Il compose de nombreux morceaux pour Argov. Les femmes jouent également un rôle important dans la musique populaire Mizrahi. Zehava Ben, artiste populaire ayant un lien avec le Maroc et le Moyen-Orient, commence sa carrière en chantant Umm Kulthum 
Dans les communautés juives orientales, la musique israélienne méditerranéenne rencontre le succès : elle est diffusée sur la station de radio locale. Cependant, le gouvernement national restreint le jeu de la musique Mizrahi, ne la considérant pas comme «authentique israélienne». Sami Shalom Chetrit, chercheur en sciences sociales, écrit : «L'establishment  éducatif et culturel a fait tout son possible pour séparer la deuxième génération d'immigrants de l'Est de cette musique, par une socialisation intense dans les écoles et dans les médias».
Des compositeurs et producteurs tels qu'Avihu Medina exercent une pression pour que leur musique soit reconnue, ce style est populaire, et des artistes israéliens adoptent des éléments de musique mizrahi : la musique mizrahi est intégrée dans le courant dominant. En 1989, Yardena Arazi, artiste israélienne, enregistre "Dimion Mizrahi" (Imagination orientale), et ajoute du contenu original et quelques chants canoniques israéliennes.
Dans les années 1990, l'acceptation de la musique mizrahi est en rapport avec la lutte sociale des Israéliens d'origine séfarade et mizrahi pour parvenir à une acceptation sociale et culturelle. «Aujourd'hui, la populaire Muzika Mizrahit a commencé à effacer les différences par rapport à la musique rock, et nous pouvons voir pas mal d'artistes se transformer en mainstream. Ce passage à la culture dominante comprend l'assimilation culturelle », écrit le chercheur et critique littéraire Mati Shmuelof.
L'invention de la cassette enregistrable par Philips Corporation et le réseau commercial de distribution de cassettes, dans la gare de Tel Aviv, renforcent la popularité de la musique mizrahi. Les cassettes sont un facteur de la croissance de la musique israélienne méditerranéenne dans les années 1970. Ces cassettes inspirent l'ethnomusicologue Amy Horowitz dans ses recherches sur ce style alors en plein essor.
Les frères Reuveni deviennent l'une des principales sociétés de cassettes mizrahi en Israël . Leurs amis et voisins leur avaient proposé d'acheter leurs cassettes.

## Fusion avec d'autres genres
La musique mizrahi fusionne avec d'autres genres musicaux : le rock oriental, le hip hop et la pop.

### Rock et métal
Le rock mizrahi ("rock oriental") est un terme large qui incorpore plusieurs styles musicaux israéliens. Il se définit par la combinaison de la musique rock avec des instruments, des compositions et des techniques de chant du Moyen-Orient. Ce mélange peut être comparé au rock progressif, car le rythme du Moyen-Orient tend à briser les normes occidentales. Orphaned Land, Knesiyat Hasekhel (en) , Algir (et le chanteur principal Aviv Guedj ), Yosi Sassi, Dudu Tassa et le duo Fortisakharof (avec Rami Fortis et Berry Sakharov, de musique turque et irakienne), en sont des exemples. En 1989, le duo Fortisakharof est créé à la suite de la dissolution du groupe Post Punk Minimal Compact ; il présente plusieurs thèmes du Moyen-Orient, y compris une chanson en arabe gibberish  " Sandaya ", de leur premier LP Foreign Affair. La fusion de la musique Mizrahi et de la musique métal peut être appelée métal oriental. Les autres sous-catégories de rock sont plus rares.

### Pop
Au milieu des années 1990, les labels Mizrahi Pop évoluent : d'une distribution informelle de cassettes dans la communauté Mizrahi, elle devient une industrie musicale beaucoup plus formelle et standardisée. Les musiciens et producteurs de cette époque incorporent plus d'éléments de rock, techno, dance music, euro pop et R&B, tout en mettant fortement l'accent sur les racines grecques, turques et arabes. Ofra Haza et Etnix (exemples plus anciens) et  Zehava Ben, Eyal Golan, Sarit Hadad (exemples plus récents) modifient ce genre et le portent vers un public plus large. Certaines chansons de cette époque ont du succès dans les pays voisins, dont la Grèce et les pays arabes. La mizrahi Pop, alors cible de moquerie de la part du courant dominant, est refusée par plusieurs stations de radio au profit de la pop israélienne d'influence européenne et américaine : la distinction entre ce dernier courant et la mizrahi pop est claire. De nombreux singles à succès de Mizrachi Pop sont des productions à petit budget, les critiques et les médias grand public ignorant pour la plupart le genre : selon eux, la mizrachi pop manque de profondeur artistique. Les chansons sont souvent des traductions de chansons grecques, méditerranéennes ou juives, le principal thème est l'amour. L'écriture de ces chansons suit une certaine formule. C'est pourquoi les comparaisons avec d'autres "mouvements de contre-culture devenus courants" mondiaux sont moins appropriées, la musique hip hop et reggae étant très innovante, ainsi que politique et orientée vers la protestation. Cependant, certaines chansons mizrahi pourraient être en avance sur leur temps et contenir ce type de message. Pop israélienne et pop mizrahi s'influencent dès 1985, certains compositeurs ashkénazes célèbres admirant la musique Mizrahi. Au cours des années 2000 et 2010, la Mizrahi Pop devient l'une des musiques pop les plus importantes en Israël. En 2019, le chanteur Omer Adam bat un record de 50000 billets à Hayarkon Park, dépassant le précédent record détenu par Kaveret pour le plus grand concert en Israël.

## Chanteurs mizrahi célèbres
- Jo Amar (1930–2009) (Juif marocain)
- Zohar Argov (1955–1987) (Juif yéménite)
- Avihu Medina (Juif yéménite)
- Daklon (Juif yéménite)
- Haim Moshe (Juif yéménite)
- Tzion Golan (Juif yéménite)
- Ofra Haza  (1957–2000) (Juive yéménite)
- Shimi Tavori (Juif yéménite)
- Eyal Golan (Juif yéménite/marocain)
- Sarit Hadad (Juive des montagnes)
- Omer Adam (Juif des montagnes)
- Moshik Afia (Juif libanais)
- Dudu Aharon  (Juif yéménite)
- Zehava Ben (Juive marocaine)
- Amir Benayoun (juif algérien)
- Gad Elbaz (juif marocain)
- Maya Buskila (juive marocaine)
- Itzik Kala (juif kurde)
- Yishai Levi (Juif yéménite)
- Miri Mesika (Juive irakienne/Juive tunisienne)
- Ninet Tayeb (juive tunisienne/marocaine)
- Bo'az Ma'uda (Juif yéménite)
- Lior Narkis (Juif serbe d'ancêtres grecs et tunisiens/Juif irakien)
- Avi Peretz  (Juif marocain)
- Kobi Peretz (Juif marocain)
- Moshe Peretz  (Juif marocain/irakien)
- Nasrin Kadri (Juive arabe)
- Yehuda Saado
- Shlomi Shabat (Juif turc)
- Pe'er Tasi (juif yéménite)
- Margalit Tzan'ani (Juive yéménite)
- Idan Yaniv (Juif indien/Juif de Boukhara)
- Kobi Oz (Juif tunisien)
- Eden Ben Zaken (Juif marocain/juif polonais)
- Liora Itzhak (juive indienne)
- Moti Taka (juif éthiopien)
- Eden Hason
- Moran Mazor (Juive géorgienne)

## Lecture complémentaire
- RÉVOLUTION DU BONHEUR D'ISRAËL: Ce que dit le goût de mon enfant d'âge préscolaire dans la pop Mizrahi sur la situation du pays par Matti Friedman 31 août 2015, Tablet (magazine).